# Ovalle
Ovalle is een gemeente in de Chileense provincie Limarí in de regio Coquimbo. Ovalle telde 111.272 inwoners in 2017 en heeft een oppervlakte van 3835 km².

## Geboren
- Gustavo Huerta (15 oktober 1957), voetballer en voetbalcoach
- Jorge Acuña (31 juli 1978), voetballer

- Library of Congress Control Number: n85181315
- Nationale Bibliotheek van Israël: 987007555442505171
- Virtual International Authority File: 126736360